# 條紋鯻
條紋鯻（學名：Terapon theraps）又稱鯻、條紋雞魚，俗名花身仔、斑吾、雞仔魚、三抓仔、俗名硬头浪、花斑梧、屎龟、丁公、石或，為輻鰭魚綱日鱸目鯻科鯻屬的其中一種，傳統上屬於鱸形目。

## 分布
本魚分布於印度西太平洋區沿岸，包括東非、馬達加斯加、模里西斯、塞席爾群島、馬爾地夫、亞丁灣、巴基斯坦、斯里蘭卡、印度、安達曼海、泰國、緬甸、馬來西亞、菲律賓、印尼、日本、朝鲜、台灣、中國沿海、马里亚纳群岛、馬紹爾群島、諾魯、帛琉、密克羅尼西亞、新喀里多尼亞、澳洲、斐濟群島、所羅門群島、萬那杜、吐瓦魯、吉里巴斯、東加等海域，属于热带和亚热带暖水性近底层鱼类。
该物种的模式产地在爪哇。

## 深度
水深1至30公尺。

## 特徵
本魚外觀和花身鯻類同，最大差別是體側有3至4條成直線的暗色縱帶。側線上方有鱗8列，尾鰭上有5條深褐色縱帶，背鰭硬棘部鰭膜、軟條部鰭膜上有斑點。背鰭硬棘12枚、軟條10枚；臀鰭硬棘3枚、軟條9至10枚。側線鱗片數45至52枚。體長可達30公分。

## 生態
屬於沿岸沙泥底棲性魚類，其多生活于泥沙底质或岩礁附近的浅水区，幼鱼進入河口內。冬季在深水處越冬，春季移向近案淺水處生殖和覓食。肉食性，以甲殼類和小魚為食。

## 經濟利用
小至中型食用魚，經濟價值高，清蒸、紅燒、煮湯皆適宜。

## 外部連結
- 台灣魚類資料庫 （页面存档备份，存于）
- 數位典藏與數位學習國家型科技計畫